# Jarre in China
A Jarre in China az első THX minőségben rögzített HD minőségű koncertfilm. A koncertfilmet 2004. október 10-én rögzítették, amikor Jean-Michel Jarre koncertet adott a pekingi Tiltott Városban. A koncert volt a megnyitója a "Franciaország éve" kínai rendezvénysorozatnak. A koncertfilmet végül 2005 júniusában adták ki.
Jean-Michel Jarre először 1981-ben adott koncertet Kínában, ahol ő volt az első nyugati zenész. A következő fellépésére több mint 10 évvel később 1994-ben Hongkongban került sor.
A pekingi koncertet 5.1-es minőségben rögzítették, kb. 1 milliárd kínai néző nézte a koncertet az élő közvetítések révén. Jean-Michel Jarre 260 zenésszel érkezett, többek között közreműködött a Pekingi Szimfonikus Zenekar, a Kínai Nemzeti Zenekar, a Pekingi Opera kórusa és kínai rockzenészek.
A DVD francia és angol nyelvű audiokommentár található, amit maga Jean-Michel Jarre ad elő, továbbá egy 52 perces dokumentumfilm Jean-Michel Jarre in the Footsteps of the Last Emperor címmel, és egy 9 perces dokumentumfilm Freedom of Speech címmel, amelyben szerepel Cui Jian. Ezeken felül egy fotógalléria és Jean-Michel Jarre életrajza található a DVD-n.

## Tracklista(DVD)
DVD 1 – Forbidden City
1. "Forbidden City"
2. "Aero"
3. "Oxygène 2"
4. "Oxygène 4"
5. "Geometry of Love"
6. "Équinoxe 8 - Band in the Rain"
7. "Équinoxe 4"
8. "Voyage to Beijing"
9. "Chronology 6"
10. "Theremin Memories"
11. "Zoolookology"
12. "Aerozone"
13. "Aerology"
14. "Chronology 3"
15. "Vivaldi - Winter"
16. "The Concerts in China Fishing Junks at Sunset"
17. "Rendez-vous 4"
18. "Souvenir of China"
19. "Rendez-vous 2"

DVD 2 – Tian'Anmen Square
1. "Arrival"
2. "Aerology (Remix)"
3. "La Foule (Tribute to Edith Piaf)"
4. "Tian'Anmen"
5. "Oxygene 13"

## Tracklista(CD)
1. "Aero" – 3:26
2. "Oxygene 2" – 7:39
3. "Oxygene 4" – 4:12
4. "Geometry of Love" – 5:01
5. "Equinoxe 8" – 1:05
6. "Equinoxe 4" – 5:34
7. "Aerozone" – 5:00
8. "Chronologie 6" – 5:35
9. "Fishing Junks at Sunset" – 11:45
10. "Souvenir of China" – 4:38
11. "Aerology Remix" – 3:37

## Külső hivatkozások
- Official Jean-Michel Jarre website